# مالوفا
MALOVA (سرطان المبيض الخبيث) هي دراسة دانماركية متعددة التخصصات عن سرطان المبيض وتشمل علم الأوبئة، وعوامل نمط الحياة، والكيمياء الحيوية، والبيولوجيا الجزيئية بهدف تحديد عوامل الخطر وعوامل التكهن بسرطان المبيض.